# Eleições legislativas portuguesas de 1852
As eleições legislativas portuguesas de 1852 foram realizadas no dia 12 de dezembro.

## Partidos
Os partidos que tiveram deputados eleitos foram os seguintes:
| Partido | Partido                  |
| ------- | ------------------------ |
|         | Regeneradores históricos |
|         | Cartistas                |

## Resultados
| ↓                        |           |
| 121                      | 35        |
| Regeneradores históricos | Cartistas |

| Partido | Partido                  | %            | +/-         | Deputados   | +/-         |             |
| ------- | ------------------------ | ------------ | ----------- | ----------- | ----------- | ----------- |
|         | Regeneradores históricos | 78,0 / 100,0 | 0           | 121 / 156   | 4           |             |
|         | Cartistas                | 22,0 / 100,0 | 0           | 35 / 156    | 1           |             |
| Fonte   | Fonte                    | [ 1 ] [ 2 ]  | [ 1 ] [ 2 ] | [ 1 ] [ 2 ] | [ 1 ] [ 2 ] | [ 1 ] [ 2 ] |

### Gráfico
| Gráfico dos resultados   | Gráfico dos resultados   | Gráfico dos resultados | Gráfico dos resultados | Gráfico dos resultados |
| ------------------------ | ------------------------ | ---------------------- | ---------------------- | ---------------------- |
|                          |                          |                        |                        |                        |
| Regeneradores históricos | Regeneradores históricos |                        | 78%                    | 78%                    |
| Cartistas                | Cartistas                |                        | 22%                    | 22%                    |